# John Andretti

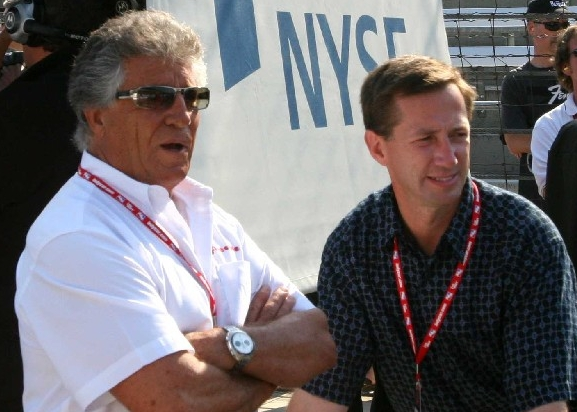
John Andretti és nagybátyja, Mario Andretti a 2007-es indianapolisi 500 versenyen

John Andretti (Bethlehem, Pennsylvania, 1963. március 12. – Mooresville, Észak-Karolina, 2020. január 30.) amerikai autóversenyző. CART, gyorsulási verseny és NASCAR-győztes. Ő szerezte az utolsó győzelmét a Sprint Cup-os Petty Enterprises csapatnak.

## Andretti család

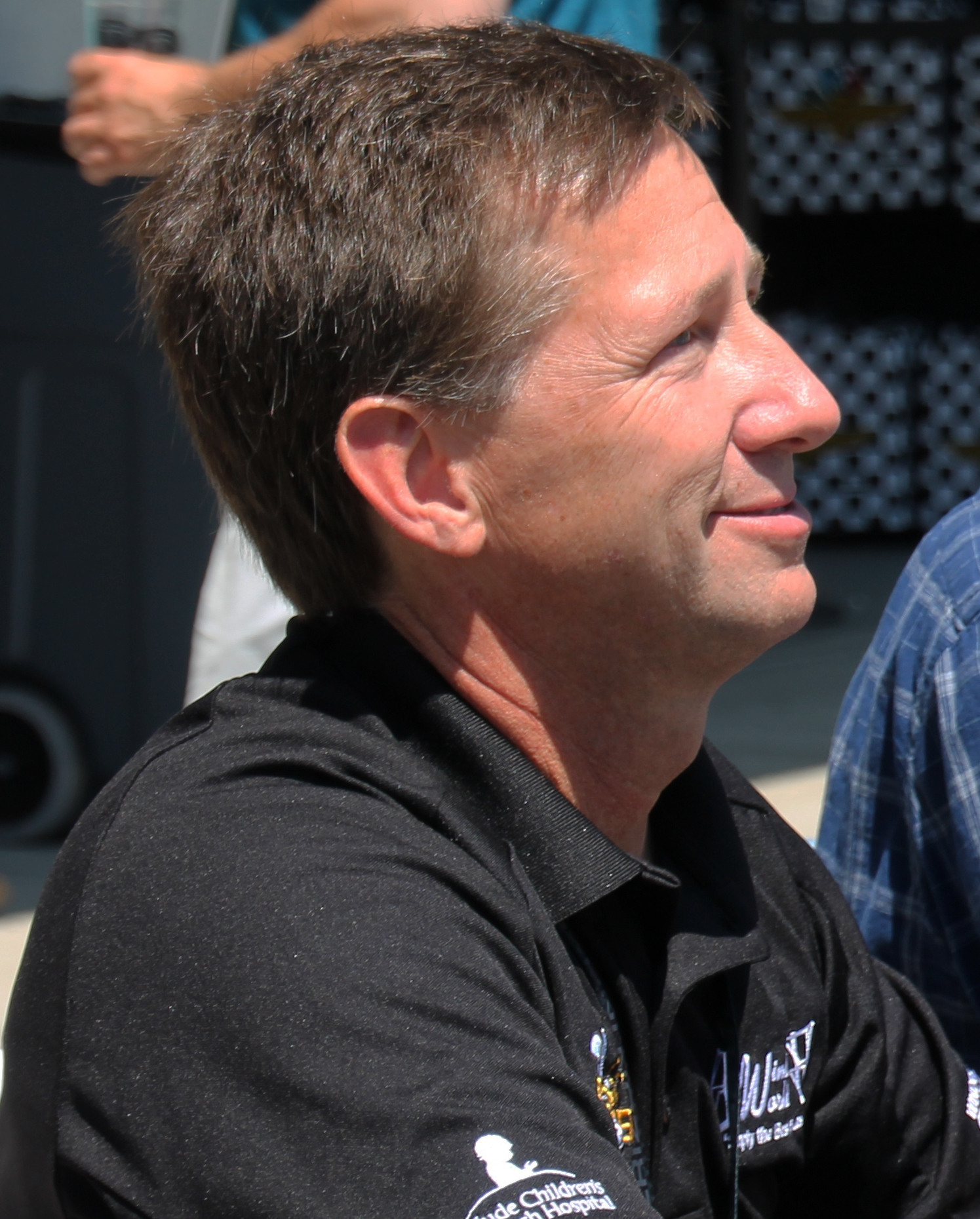
John Andretti, 2015

John Andretti apja, Aldo Andretti is autóversenyző akart lenni csak egy korai baleset miatt inkább feladta. Van egy öccse, Adam Andretti aki szintén autóversenyző; mindketten az autóversenyző legenda Mario Andretti (Aldo ikertestvére) unokaöccsei, és unokatestvérei Mario fiainak Michaelnek és Jeffnek. Andretti a keresztfia a négyszeres Indianapolisi 500 győztes A. J. Foyt-nak. Az Andretti család mind a négy tagja (Michael, Mario, Jeff, and John) versenyzett együtt a CARTban. 1990 és 1992 között mind a négyen versenyeztek az Indy 500-on.

## CART
Andretti egyszer nyert futamot, az 1991-es Ausztrál Nagydíjat és 61 top-10-es eredmény és 74 CART versenyt teljesített. 1987-ben kezdett versenyezni az IndyCar-ban és az év újonca lett. 1988-ban debütált az Indy 500-on és a hetedik helyről kényszerült kiállni műszaki hiba miatt és huszonegyedik helyen rangsorolták.
1991-ben megszerezte első győzelmét a szezonnyító Ausztrál futamon. Ugyanebben az évben szerezte meg legjobb Indy 500-as eredményét egy ötödik hellyel. Az egy héttel későbbi Milwaukee futamon három Andretti végzett az első három helyen, Michael nyert, John második és Mario harmadik lett. 1994-ben ő lett az első pilóta aki megpróbálta teljesíteni az Indy 500-at és a NASCAR Coca-Cola 600-as versenyét vagyis 1100 mérföldet és 2007-ig nem is vett részt az Indy 500-on.

## IMSA GTP és Grand-Am
1986-ban egy BMW M12-essel kezdett versenyezni az IMSA GTP bajnokságban Davy Jones-al és megnyerték a Watkins Glen-i versenyt szeptemberben.
1989-ben egy Porsche 962-sel megnyerte a Daytona-i 24 órás versenyt Bob Wollek és Derek Bell csapattársaként. Andrettiés Wollek nyertek még egy versenyt Palm Beach-ben. Andretti az ötödik helyen 112 ponttal zárta az 1989-es bajnokságban.
2001-ben megnyerte Kyle Petty-vel a Watkins Glen-i 6 órás versenyt.
Andretti visszatért a Daytona-i 24 órás versenyre 2008-ban. A Vision Racing #03-as Porsche Crawford Prototípust vezette Ed Carpenter, A. J. Foyt IV, és Vitor Meira csapattársaként. A versenyt összetettben a huszonötödik helyen zárták.

## Top Fuel
1993-ban rajthoz állt egy gyorsulási versenyen és sebességrekordot döntött.

## NASCAR

### 1993-1999
1993-ban mutatkozott be a NASCAR-ban a #72-es Chevy Lumina-val a North Wikelsboro Speedway-en, a futamot a huszonnegyedik helyen zárta. Három versenyen indult 1993-ban és 1994-ben ment teljes szezont Billy Hagan #14-es Chevrolet Lumina-jával. Legjobb eredményét a Richmond-i futamon érte el a Richard Petty Motorsports #43-as autójával ahol tizenegyedik lett.

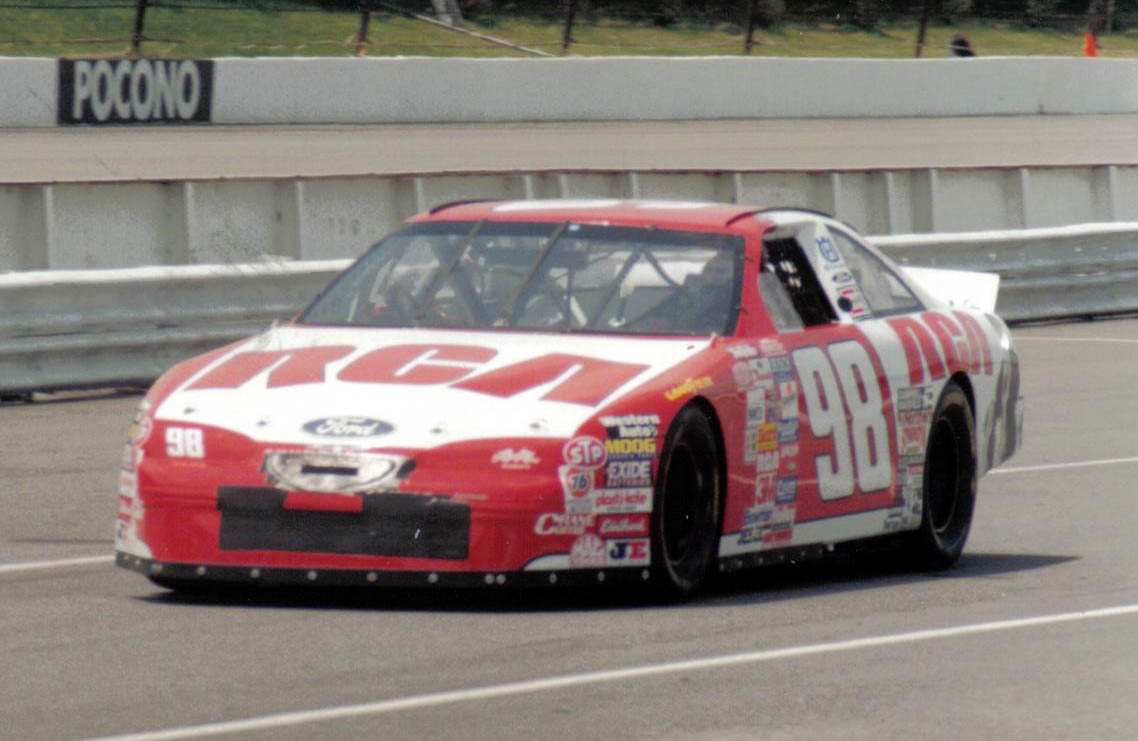
1997-es versenyautója

1995-ben Michael Kranefus #37-es Kmart/Little Caesars Ford Thunderbirdjét vezette. Első pole pozícióját a Southern 500-on szerezte és még ötször ért célba Top10-es helyen. 1996-ban a #98-as RCA Ford-ot vezette Cale Yarborough csapatában és ötödik lett a Hanes 500-on. Még kétszer került be az első tízbe. 1997-ben megszerezte első győzelmét a Pepsi 400-on és huszonharmadik lett a bajnokságban a szezon végén. 1998-ban újra a #43-as Petty autót vezette de nem nyert versenyt de tizenegyedik lett a bajnokságban. 1999-ben szerezte utolsó győzelmét a Martinsville Speedway-en és szerzett egy Pole Pozíciót Phoenix-ben.
2000-ben huszonharmadik lett a bajnokságban. A következő két szezonban háromszor került be a Top-10-be.

Andretti a Front Row Motorsports #34-es autóját vezette 2008-ban de nem teljes szezonban mivel az IndyCar-ban is rajthoz állt néhány futamon.
2009-ben teljes szezont ment és elindult az Indy 500-on és a Coca-Cola 600-on is.

## IndyCar Series
2007. május 16-án jelentették be, hogy Andretti visszatér az Indy 500-ra 1994 után a harmadik Panther autót. Huszonnegyedik helyről rajtolt és a nyolcadik helyen állt amikor kiesett a 95. körben és 30.-ként rangsorolták

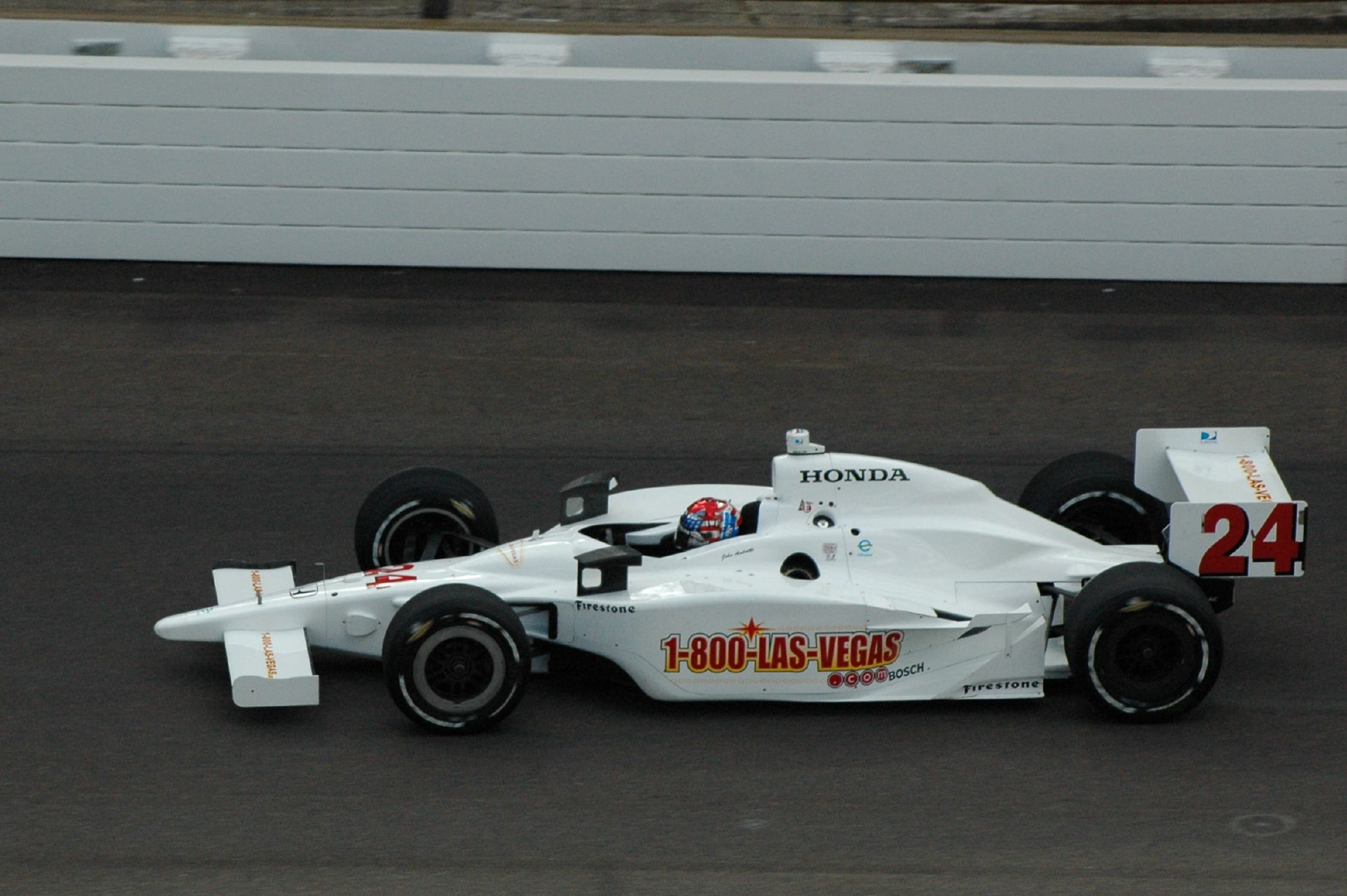
Andretti a Roth Racing #24-es autójában a 2008-as indianapolisi 500on

2008-ban Jay Howard helyetteseként állt rajthoz az Indy 500-on és a huszonegyedik helyről a tizenhatodik helyre a verseny végéig. De rajthoz állt még Milwaukee-ben és Texas-ban. Később felajánlottak, hogy maradjon a szezon végéig de nem fogadta el az ajánlatot
2009-ben rajthoz állt a Dreyer & Reinbold Racing #43-as autójával a 93. Indianapolis 500on amit a Richard Petty Motorsports készített fel.
2010. március 31-én jelentették be, hogy a Richard Petty Motorsports-al ismét rajthoz áll az Indy 500-on ezúttal az Andretti Autosport-al társulva, de ezúttal a Kansas-i futamon is versenyezhetett. A Kansas-i futamon kilencedik lett míg az Indy 500-on kiesett.

### Amerikai Nyíltkerekes Versenyzés

#### IndyCar Series
| Év   | Csapat         | 1   | 2   | 3    | 4       | 5       | 6       | 7      | 8      | 9      | 10     | 11  | 12  | 13  | 14  | 15  | 16  | 17  | 18   | Helyezés | Pont |
| ---- | -------------- | --- | --- | ---- | ------- | ------- | ------- | ------ | ------ | ------ | ------ | --- | --- | --- | --- | --- | --- | --- | ---- | -------- | ---- |
| 2007 | Panther        | HMS | STP | MOT  | KAN     | INDY 30 | MIL     | TXS    | IOW    | RIR    | WGL    | NSH | MDO | MIS | KTY | SNM | DET | CHI |      | 35.      | 10   |
| 2008 | Roth           | HMS | STP | MOT1 | LBH1    | KAN     | INDY 16 | MIL 19 | TXS 16 | IOW 11 | RIR 21 | WGL | NSH | MDO | KTY | SNM | DET | CHI | SRF2 | 30.      | 71   |
| 2009 | Petty          | STP | LBH | KAN  | INDY 19 | MIL     | TXS     | IOW    | RIR    | WGL    | TOR    | EDM | KTY | MDO | SNM | CHI | MOT | HMS |      | 37.      | 12   |
| 2010 | Andretti/Petty | BRA | STP | ALA  | LBH     | KAN 9   | INDY 30 | TXS    | IOW    | WGL    | TOR    | EDM | MDO | SNM | CHI | KTY | MOT | HMS |      | 28.      | 35   |

1 A két versenyt egy napon rendezték.
2 A verseny nem számít bele a bajnokságba.

#### Indy 500 eredmények
| Év   | Karosszéria | Motor         | Rajthely | Eredmény | Csapat                                       |
| ---- | ----------- | ------------- | -------- | -------- | -------------------------------------------- |
| 1988 | Lola        | Cosworth      | 27       | 21       | Curb Racing                                  |
| 1989 | Lola        | Buick         | 12       | 25       | Granatelli Racing                            |
| 1990 | March       | Porsche       | 10       | 21       | Porsche                                      |
| 1991 | Lola        | Chevrolet     | 7        | 5        | Hall/VDS                                     |
| 1992 | Lola        | Chevrolet     | 14       | 8        | Hall/VDS                                     |
| 1993 | Lola        | Ford-Cosworth | 24       | 10       | A.J. Foyt Enterprises                        |
| 1994 | Lola        | Ford-Cosworth | 10       | 10       | A.J. Foyt Enterprises                        |
| 2007 | Dallara     | Honda         | 24       | 30       | Panther Racing                               |
| 2008 | Dallara     | Honda         | 21       | 16       | Roth Racing                                  |
| 2009 | Dallara     | Honda         | 28       | 19       | Richard Petty Motorsports                    |
| 2010 | Dallara     | Honda         | 28       | 30       | Richard Petty Motorsports                    |
| 2011 | Dallara     | Honda         | 17       | 22       | Richard Petty Motorsports/Andretti Autosport |

|}